# Leslie Dilley
Leslie Dilley (Rhondda Cynon Taf, 11 de janeiro de 1941 – 20 de maio de 2025) foi um diretor de arte britânico. Venceu o Oscar de melhor direção de arte em duas ocasiões: por Star Wars e Raiders of the Lost Ark.

## Morte
Dilley morreu de complicações da doença de Alzheimer em 20 de maio de 2025, aos 84 anos.